# Balmer (månekrater)
Balmer er et lavaoversvømmet nedslagskrater på Månen på Månens bagside og er opkaldt efter den schweiziske fysiker Johann Jakob Balmer (1825-1898).
Navnet blev officielt tildelt af den Internationale Astronomiske Union (IAU) i 1964. 

## Omgivelser
Balmerkrateret ligger øst-sydøst for Vendelinuskrateret. 

## Karakteristika
Kun de stærkt nedslidte sydlige og østlige dele af krateret kan stadig ses. Det øvrige er blevet dækket af lavastrømme, som flyder sammen med de nærliggende marer.

## Satellitkratere
De kratere, som kaldes satellitter, er små kratere beliggende i eller nær hovedkrateret. Deres dannelse er sædvanligvis sket uafhængigt af dette, men de får samme navn som hovedkrateret med tilføjelse af et stort bogstav. På kort over Månen er det en konvention at identificere dem ved at placere dette bogstav på den side af satellitkraterets midte, som ligger nærmest hovedkrateret. Balmerkrateret har følgende satellitkratere:
| Balmer | Længde  | Bredde  | Diameter |
| ------ | ------- | ------- | -------- |
| M      | 20,7° S | 71,5° Ø | 5 km     |
| N      | 19,9° S | 69,9° Ø | 8 km     |
| P      | 20,4° S | 67,7° Ø | 13 km    |
| Q      | 18,7° S | 70,5° Ø | 7 km     |
| R      | 18,7° S | 69,1° Ø | 4 km     |
| S      | 18,4° S | 67,6° Ø | 6 km     |

## Måneatlas
- Billeder af Balmerkrateret i LPI-måneatlasset